# علم و فناوری در شیلی
دولت شیلی نقشی اساسی در تأمین مالی بخش اعظمی از تحقیقات در دانشگاه‌ها و شرکت‌ها از طریق مشارکت مستقیم یا کمک مالی رقابتی دارد. سامانه نوآوری ملی توسط رئیس‌جمهور این کشور هدایت می‌شود که مستقیماً تحت توصیه شورای ملی نوآوری و رقابت قرار دارد. بودجه سامانه نوآوری ملی شیلی در سال ۲۰۰۵ ۳۲۲ میلیون دلار آمریکا بود که در سال ۲۰۱۱ به ۸۷۴ میلیون دلار آمریکا افزایش یافت.